# Chafariz da Esplanada Capixaba
Chafariz da Esplanada Capixaba é um chafariz fundado no ano de 1828, localizado em Vitória, capital do estado do Espírito Santo.

## História
A construção do Chafariz da Esplanada Capixaba é creditada ao então presidente da província do Espírito Santo, Inácio Accioli de Vasconcelos. Sua construção teve início em 12 de fevereiro de 1828, sobre a orientação do mestre de obras Francisco Pinto de Jesus. Sua inauguração ocorreu no mesmo ano.
Em seu projeto original, o projeto foi inaugurado com cinco chafarizes na R. Barão do Monjardim, região central de Vitória. Suas águas procediam do Morro do Vigia e eram compostas de três nascentes.
Em 2 de dezembro de 1855, data do aniversário de Dom Pedro II, Evaristo Ladislau Neto inaugurou um novo encanamento de água destinado ao chafariz erguido ao pé do Morro do Vigia, sabendo-se que, seis anos antes, no governo do capitão Felipe José Pereira, cerimônia idêntica verificou-se em Vitória.
Devido ao crescimento natural que as metrópoles passam em sua formação, o chafariz foi sendo inviabilizado para sua função inicial, sendo assim desativado no início do século XX.
Apesar de desativada, algumas intervenções foram sendo realizadas e assim tendo sido desconfigurada de sua projeção original. Na gestão do prefeito Américo Poli Monjardim inseriu duas torneiras grandes, de colo e bico de cisne de bronze, que em menos de dois anos depois foi roubada.

### Atualidade
O chafariz da Capixaba é o único que, dos cinco, restou de pé. Em 2009, o então vereador Fabrício Gandini (PPS), encaminhou um pedido ao então Prefeito de Vitória, João Coser (PT) para que a fonte fosse restaurada.

## Tombamento
No ano de 1989, o chafariz passou pelo processo de tombamento junto ao Conselho Estadual de Cultura do Estado do Espírito Santo. O órgão classifica o tombamento como "uma reconstrução de sentido arqueológico do legado lusitano e do passado colonial brasileiro, contaminado pela referência clássica".